# Мерриуизер, Дэниел
Дэниел Пол Мерриуизер (англ. Daniel Paul Merriweather, род. 17 февраля 1982 года) ― австралийский певец. Обладатель двух премий ARIA Music Awards.

## Биография
Дэниел Пол Мерриуизер родился старшим из трех сыновей в семье родителей-учителей и вырос в пригороде Мельбурна Сассафрас в горах Данденонг. Его дед по материнской линии, Тед Эллис, был австралийским футболистом «Норт Мельбурн» и «Футскрей».
Он ходил в начальную школу Патч, колледж Билланук, среднюю школу Блэкберна и старшую среднюю школу Суинберна. Бросил школу в возрасте 17 лет. Его музыкальное образование началось с уроков игры на скрипке в возрасте четырёх лет, а в 13 лет он начал играть на гитаре. Будучи подростком, Мерриуизер находился в социальной среде, которая культивировала склонность к насилию, и однажды его обвинили в нападении. Бросив школу, он сосредоточил свое внимание на музыке, брал уроки вокала и выступал в клубах по всему Мельбурну.
Мерриуизер проводил большую часть своего времени между Нью-Йорком и Лондоном, а с 2009 года проживал в Восточном Гарлеме. С 18 лет у него появилась татуировка на внутренней стороне правого предплечья с фразой love or money.
Дебютный сольный альбом певца Love & War был выпущен в июне 2009 года. Он вошёл в UK Albums Chart на втором месте. Ему предшествовали два сингла, «Change» и «Red», которые оба вошли в топ-10 соответствующего чарта синглов. Мерриуизер получил две премии ARIA Music Awards в категориях: Лучший городской релиз в 2005 году за песню «She's Got Me» и Лучший исполнитель мужского пола в 2009 году за песню «Love & War».
В дополнение к своей сольной карьере, он работал в качестве приглашенного вокалиста для других известных артистов. Его вокал включен в треки альбомов Disco Montego, Mark Ronson и Phrase. Его сотрудничество с Ронсоном привело к работе в Великобритании, в том числе в качестве ведущего вокала в 2007 году в хите Ронсона «Stop Me». В ноябре 2019 года Дэниел анонсировал свой первый за десять лет сингл под названием «Everything I Need», за которым последовал анонс альбома. Мерриуизер также отыграл пару аншлаговых лондонских концертов.
С 2017 года Мерриуизер состоит в отношениях с адвокатом Колин Менсой. В 2020 году У пары родился сын Сион Дэниел Коджо Мерриуизер.

## Дискография
- Love & War (2009)

## Награды
| Год  | Награда                 | Категория                           | Название       | Результат |
| ---- | ----------------------- | ----------------------------------- | -------------- | --------- |
| 2004 | ARIA Awards             | Best Urban Release                  | "City Rules"   | Номинация |
| 2005 | APRA Awards             | Most Performed Dance Work           | "City Rules"   | Победа    |
| 2005 | ARIA Awards             | Best Urban Release                  | "She's Got Me" | Победа    |
| 2009 | ARIA Awards             | Best Male Artist                    |                | Победа    |
| 2009 | MTV Europe Music Awards | Best New Act                        |                | Номинация |
| 2009 | GQ Australia Awards     | Breakthrough of the year            |                | Победа    |
| 2010 | APRA Awards             | Breakthrough Songwriter of the Year |                | Номинация |